# 小黒川 (伊那市)

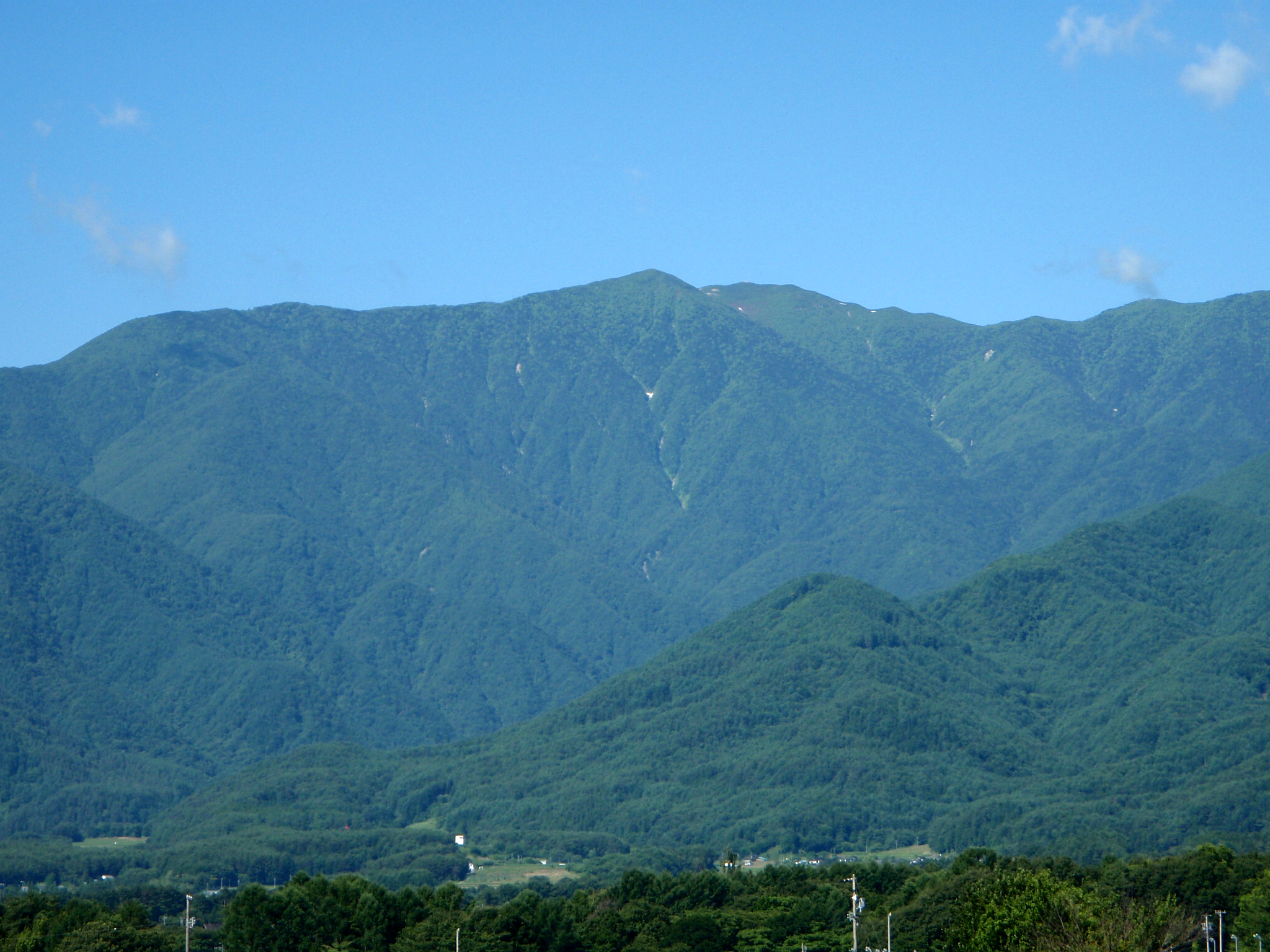
将棊頭山

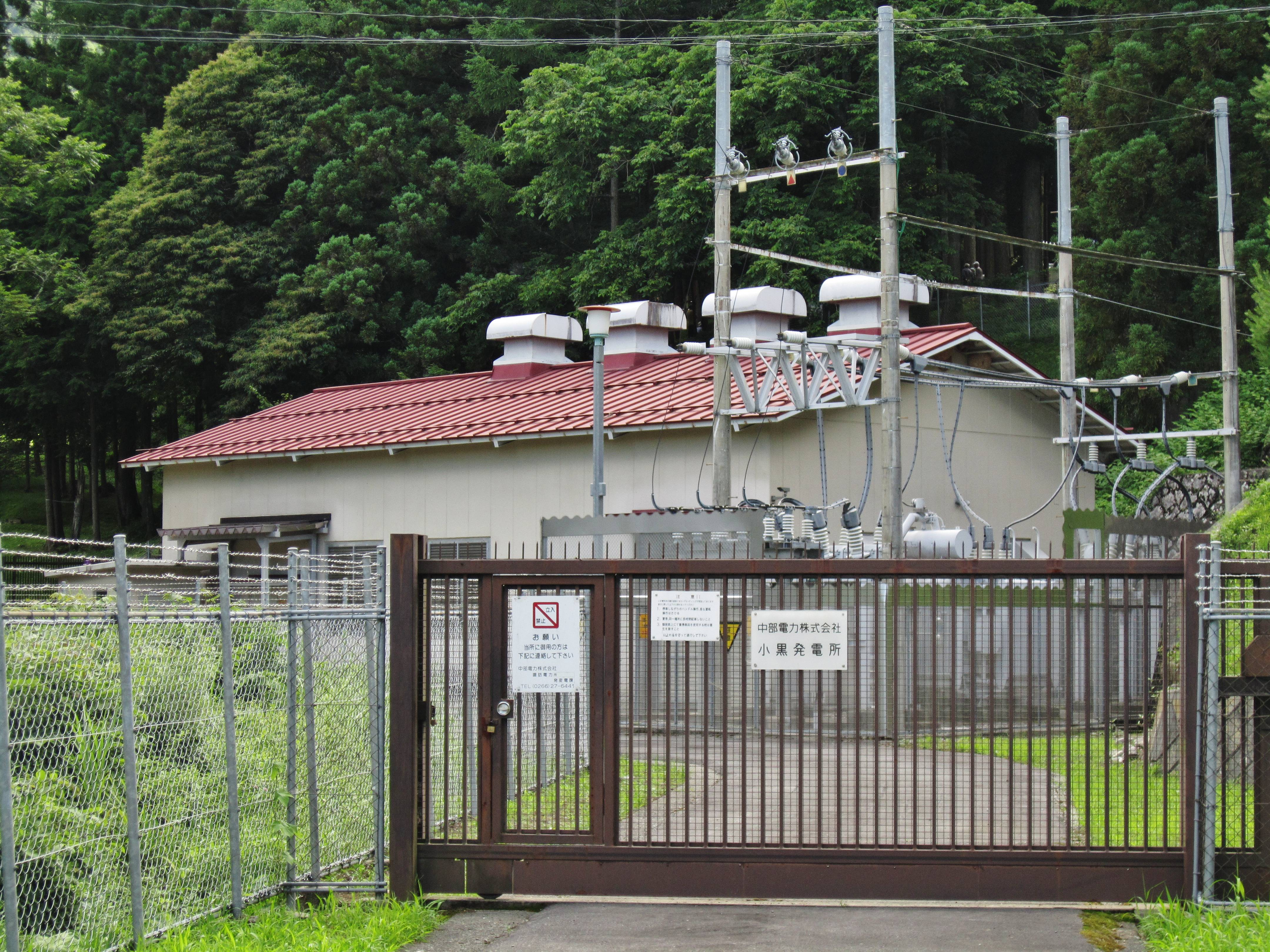
小黒発電所

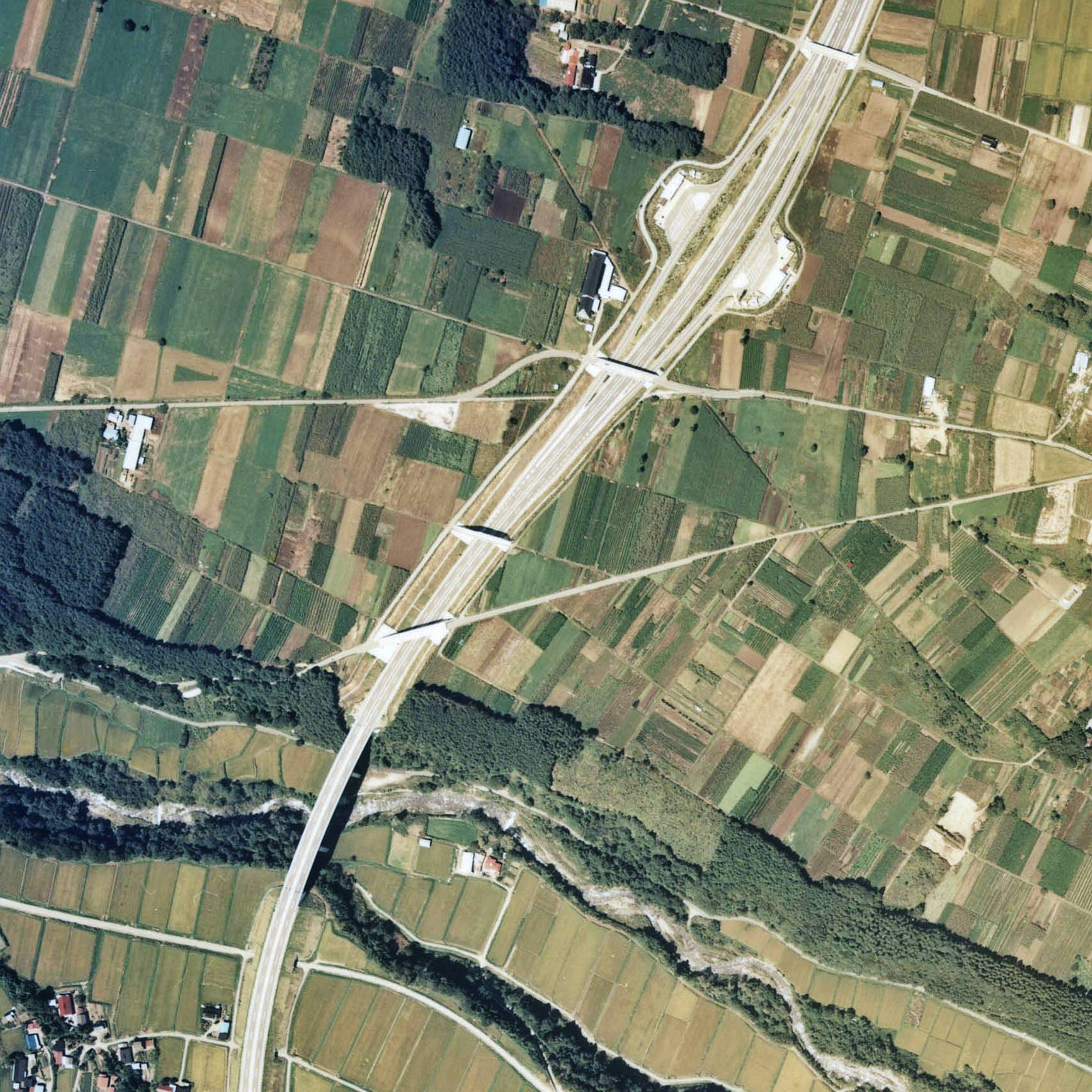
中央自動車道をくぐる小黒川（小黒川パーキングエリア付近）

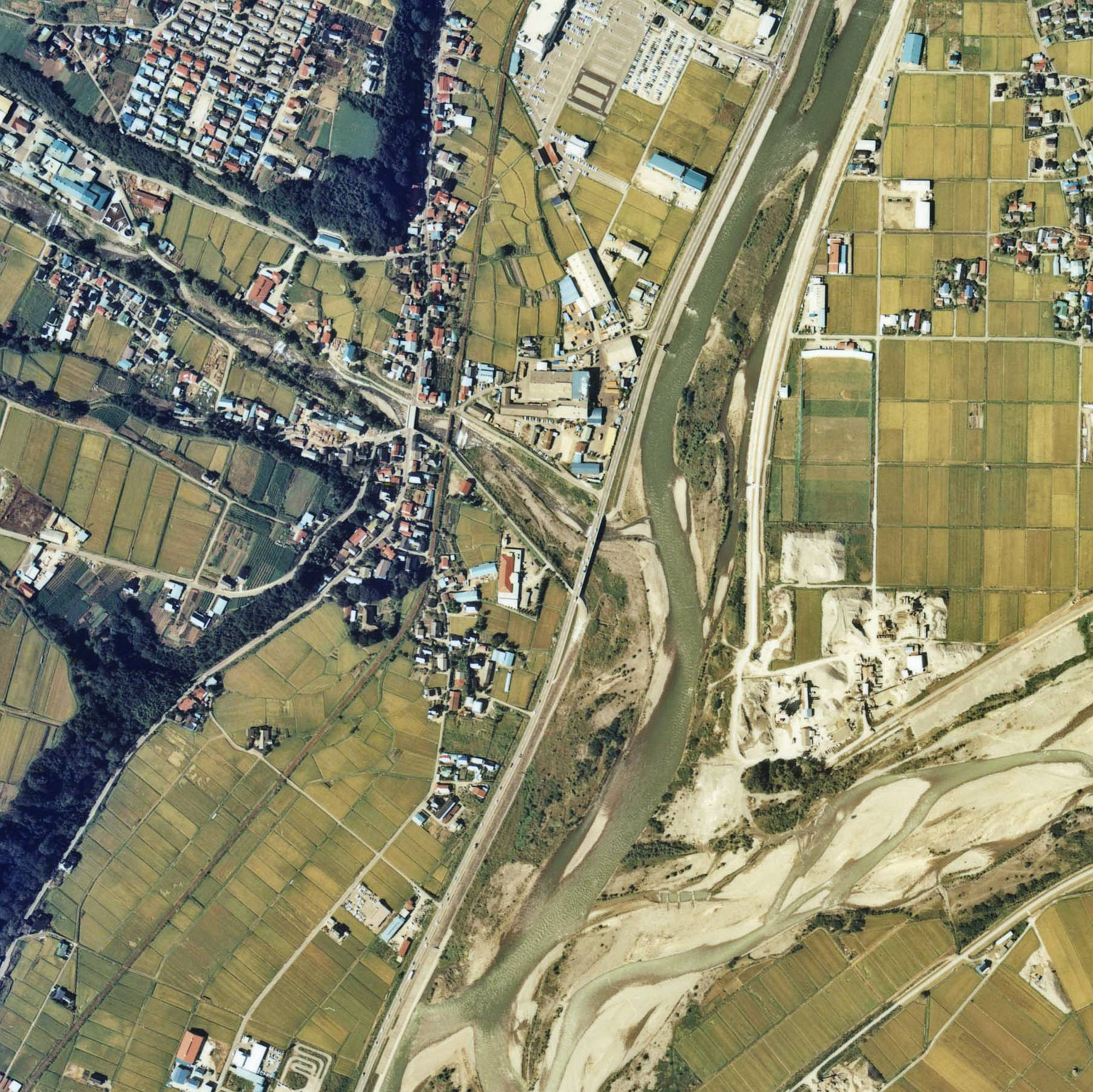
天竜川へ合流する小黒川（左上から中央）と三峰川（右下）

小黒川（おぐろがわ）は、長野県伊那市を流れる川で、天竜川水系の一級河川。

## 地理
伊那市西部、木曽山脈（中央アルプス）の将棊頭山付近（標高2,727メートル）に端を発する。東へと流れ、中央自動車道・長野県道146号南箕輪沢渡線・JR飯田線・国道153号をくぐり、天竜川へ合流。長さは11.5キロメートルである。
河川勾配が急な急流河川で、上流は岩層が多く、洪水のときでも土砂の流出は少ない。河川流量は常時4.02立方メートル毎秒で、既往最大流量は101.0立方メートル毎秒である。
中央自動車道の橋より西は小黒川に沿って長野県道202号伊那駒ヶ岳線が敷かれ、上流の小黒川渓谷キャンプ場や、小黒川を利用した中部電力の水力発電所・小黒発電所へと続いている。

## 水力発電
電力会社の中部電力は小黒川を利用した水力発電所・小黒発電所（1,100キロワット）を運営している。
明治時代に開業した電力会社・長野電灯は、長野市から長野県内に広く電気事業を拡大してゆき、1900年（明治33年）には伊那支社を設置して伊那谷へと進出した。当時の上伊那郡伊那町（現・伊那市）では地元有志によって町営の水力発電と配電事業が計画されており、これと長野電灯の開発計画が競合。両者間での協議の末、長野電灯が地元有志から開発権利を買収して開発を進めることとなった。小黒発電所は1913年（大正2年）に完成し、発生した電力は伊那町とその近隣の村に供給され、電灯の明かりを点すのに使われた。当時の小黒発電所は日本製（現在の東芝）の250キロボルトアンペア直流発電機にドイツ製の発電用水車を組み合わせた水車発電機1台が設置されていた。小黒川が細沢と合流する地点に堰を造り、水路（木樋、一部はトンネル）で発電所直上の水槽（石積み）に送水。そこから長さ410メートル、内径53センチメートルの水圧管路で発電所までの落差226メートルを駆け下りる。
1915年（大正4年）、小黒発電所は伊那電車軌道（後の伊那電気鉄道）によって買収され、1916年（大正5年）からは小黒発電所の電力が同社の電気鉄道にも供給されるようになった。小黒発電所の供給力を強化するため、取水口を50メートル上流に移し、新たに容量6万996立方メートルの貯水池を設置。発電機も2台に増やした。1922年（大正11年）になると発電機が3台に増やされ、発電所直上の水槽も高さ10メートル、直径4メートルの鉄製円筒に更新されている。
1942年（昭和17年）の配電統制により小黒発電所は伊那谷の配電事業とともに中部配電に移管。1951年（昭和26年）には中部電力が設立され、1956年（昭和31年）に発電所の主要機器が取り替えられて現在に至る。